# سیارک ۱۷۸۶۹
سیارک ۱۷۸۶۹ (به انگلیسی: 17869 Descamps، نامگذاری:1998MA14) هفده هزار و هشتصد و شصت و نهمین سیارک کشف شده‌است که در ۲۰ ژوئن ۱۹۹۸ کشف شد.
قدر مطلق سیارک برابر ۱۱.۲ است.